# Theinhörlbach
Der Theinhörlbach, auch Steinhörlbach und Theinörlbach, ist ein Bach in den Gemeinden Klaffer am Hochficht und Ulrichsberg in Oberösterreich. Er ist ein Zufluss des Klafferbachs.

## Geographie
Der Bach entspringt im Tal zwischen dem Hochficht und dem Fleischhackerberg auf einer Höhe von 1163 m ü. A. Er verläuft durch den Böhmerwald und bildet über weite Strecken die Gemeindegrenze zwischen Klaffer am Hochficht und Ulrichsberg. Er nimmt linksseitig den Eidechsbach auf. Der Theinhörlbach mündet auf einer Höhe von 632 m ü. A. linksseitig in den Klafferbach. In seinem 4,81 km² großen Einzugsgebiet liegen die Siedlungen Pfaffetschlag und Pfaffetschlaghäuseln.
Die Hochficht-Loipe, eine 14,8 km lange schwierige Langlaufloipe, quert den Bach an zwei Stellen.

## Umwelt
Im Quellbereich wachsen bodensaure Fichten-Tannen-Buchenwälder. Entlang des Bachs gedeihen nasse Fichten-Wälder beziehungsweise Fichten-Tannen-Wälder. Am Oberlauf verläuft eine schmale Hochstaudenflur mit Knolligem Beinwell (Symphytum tuberosum), Pestwurzen (Petasites), Kälberkröpfen (Chaerophyllum), Alpen-Milchlattich (Cicerbita alpina) und Österreichischer Gemswurz (Doronicum austriacum). Im Gewässer wurde die Koppe (Cottus gobio) nachgewiesen.
Der Theinhörlbach ist Teil des 9.350 Hektar großen Europaschutzgebiets Böhmerwald-Mühltäler und der 22.302 Hektar großen Important Bird Area Böhmerwald und Mühltal.